# Randy (nome)
Randy  è un nome proprio di persona inglese maschile e femminile.

## Varianti
- Femminili: Randi[1]

## Origine e diffusione
Si tratta di una forma abbreviata di altri nomi, quali i maschili Randall e Randolf e il femminile Miranda.

## Persone

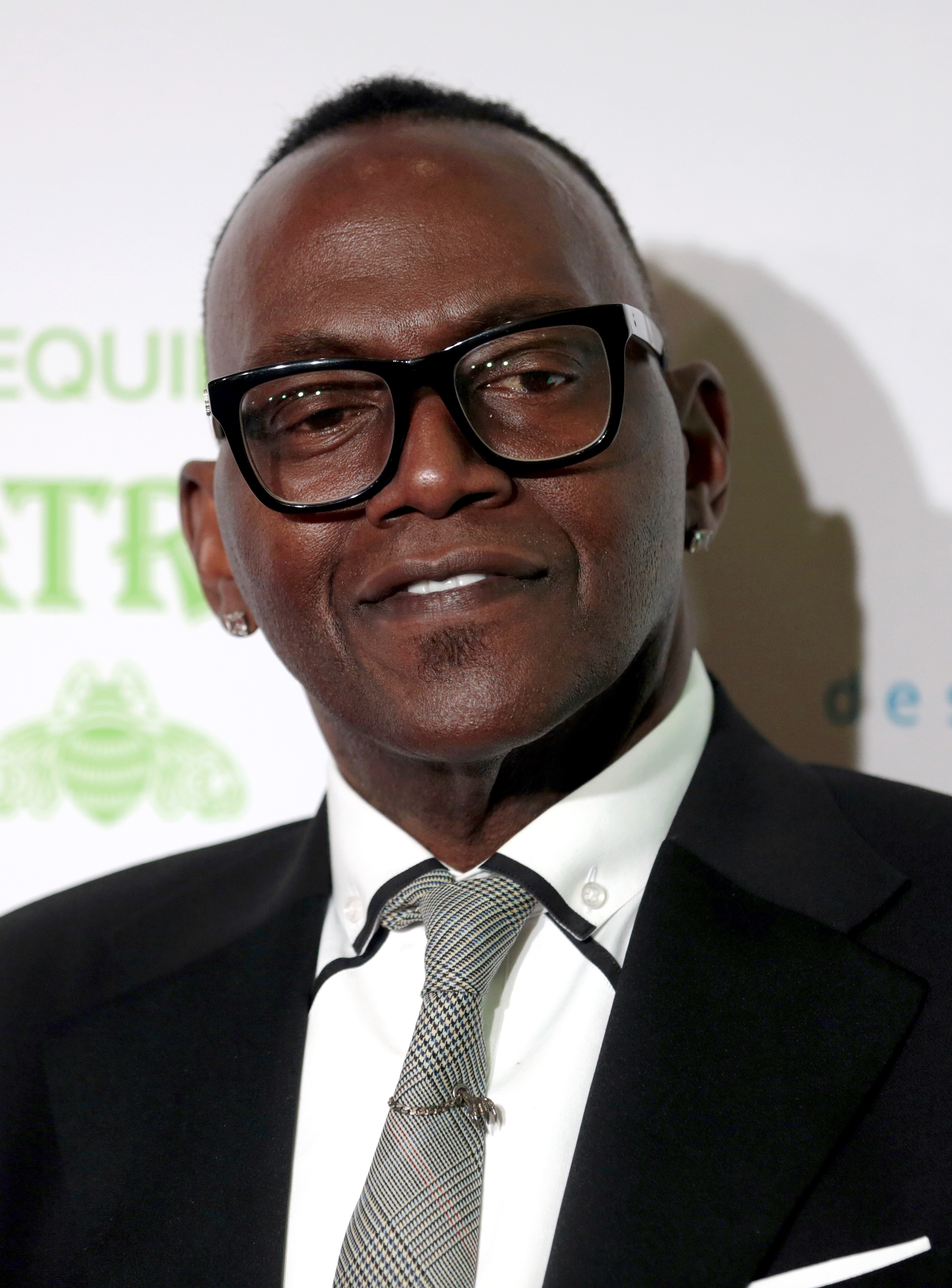
Randy Jackson

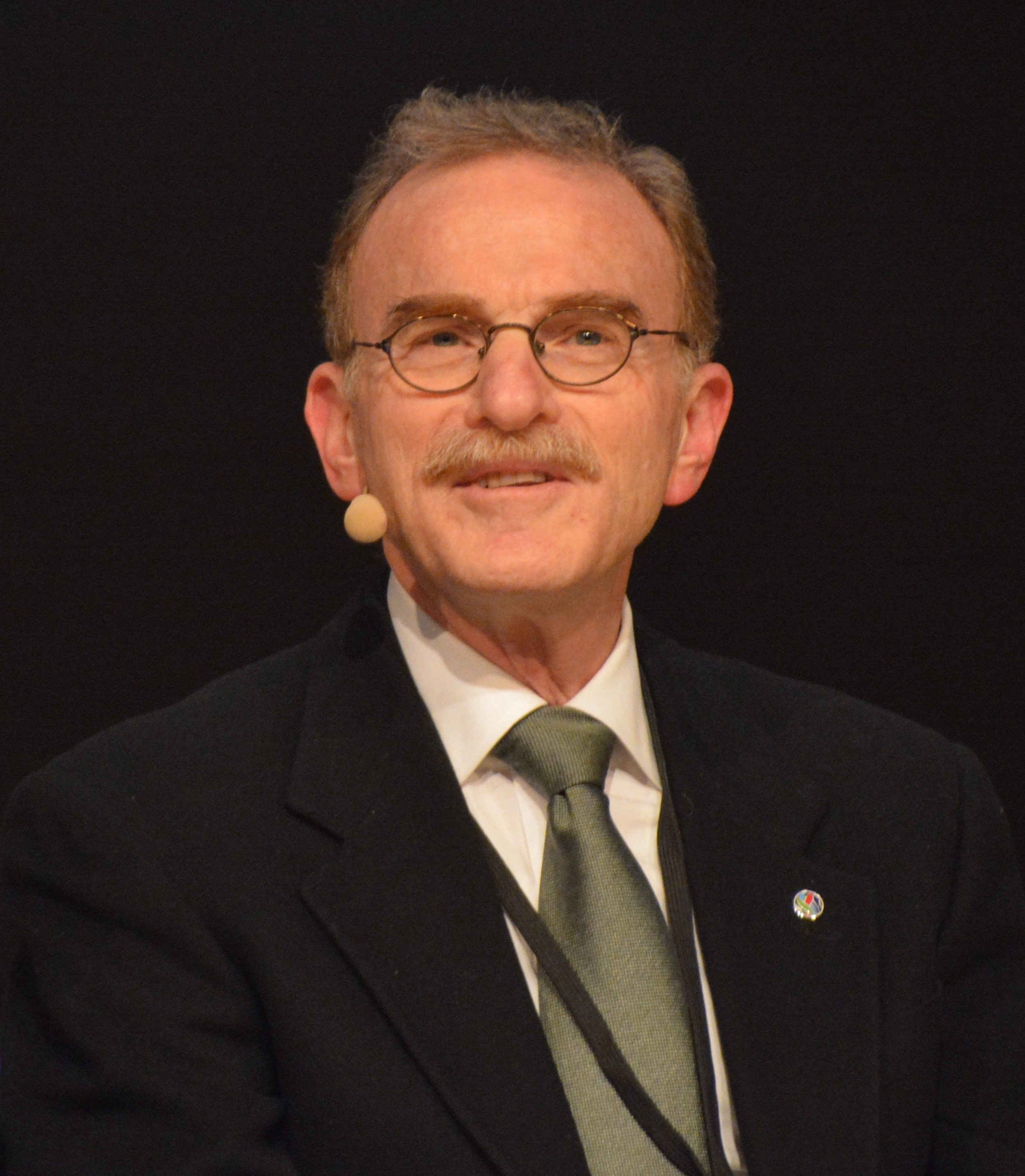
Randy Schekman

### Maschile
- Randy Castillo, batterista statunitense
- Randy Cleek, pilota motociclistico statunitense
- Randy Couture, artista marziale misto, lottatore e attore statunitense
- Randy Gradishar, giocatore di football americano statunitense
- Randy Jackson, musicista e compositore statunitense
- Randy Johnson, giocatore di baseball statunitense
- Randy Krummenacher, pilota motociclistico svizzero
- Randy Moss, giocatore di football americano statunitense
- Randy Napoleon, chitarrista, compositore e arrangiatore statunitense
- Randy Newman, cantautore, pianista, compositore e arrangiatore statunitense
- Randy Orton, wrestler e attore statunitense
- Randy Pausch, informatico e accademico statunitense
- Randy Quaid, attore statunitense
- Randy Rhoads, chitarrista e compositore statunitense
- Randy Savage, wrestler e attore statunitense
- Randy Schekman, biologo statunitense

### Femminile
- Randy Crawford, cantante statunitense
- Randy Graff, attrice e cantante statunitense

## Il nome nelle arti
- Randy Cunningham è un personaggio della serie animata Randy - Un Ninja in classe.
- Randy Disher è un personaggio della serie televisiva Detective Monk.
- Randy Meeks è un personaggio dell'universo immaginario di Scream.